# Latife Bekir
Latife Bekir Çeyrekbașı (n. 1901, Constantinopol, Imperiul Otoman – d. 23 septembrie 1952, Istanbul, Turcia) (sau cu numele de familie dat de Ataturk, Latife Ișıkdoğdu) a fost o educatoare turcă, politiciană, sufragetă și activistă pentru drepturile femeilor.
Latife Bekir, una dintre figurile de frunte ale mișcării feministe din Turcia în prima jumătate a secolului al XX-lea, a fost membră a echipei fondatoare și de conducere al Partidului Popular⁠(d) al Femeilor (în turcă Kadınlar Halk Fırkası), fondat în 1923, și al succesorului său, Uniunea Femeilor⁠(d) din Turcia (în turcă Türk Kadınlar Birliği). Ea a intrat în Marea Adunare Națională a Turciei ca deputat de Izmir din partea Partidul Republican al Poporului la alegerile generale din 1946. Bunicul ei a fost unul dintre miniștrii otomani ai educației publice, Abdullatif Suphi Pașa, iar unchiul ei Hamdullah Suphi Tanrıöver⁠(d) a fost unul dintre miniștrii educației naționale în perioada republicană, scriitor și om de litere. Nepoata ei, Sema Çeyrekbașıoğlu, este actriță de teatru și cinema.

## Primii ani și educație
Latife Bekir s-a născut în 1901, la Istanbul, capitala Imperiului Otoman. Tatăl ei, membru al familiei Kocamemi, Manager al Pădurilor și Minelor, Yusuf Kamil Bei a fost fiul unuia dintre vechii miniștri ai Educației Publice, Abdullah Suphi Pasa (1818-1886). Mama ei a fost Nesime Hanim, care a fost implicată activ în asociațiile de femei din Salonic și Istanbul în timpul celei de-a doua perioade constituționale în Imperiul Otoman. Latife a fost crescut acasă, unde a studiat literatura clasică otomană-turcă, dar și literatură arabă și persană și cursuri de știință și limbă. A învățat limba franceză de la bona ei și apoi a învățat greaca.

## Carieră
Latife Hanim a lucrat ca profesoară de franceză la Școala de fete din Konya timp de doi ani. Mai târziu, ea a predat limba turcă în școli franceze și grecești, inclusiv la școlile franceze Collége Sainte-Jeanne D'Are timp de zece ani. Latife Hanim a devenit interesată de drepturile femeilor și problemele sociale încă din tinerețe. Când avea doar 17 ani, a devenit secretară a Societății Femeilor Otomane, care a fost fondată de mama ei, Nesime Hanim, cu ajutorul Comitetului Unității și Progresului. Pe lângă activitățile sale privind drepturile femeilor, ea a fost pionieră în înființarea mai multor societăți de ajutor pentru săraci, copii, grupuri dezavantajate și persoanele cu dizabilități. A fost prima femeie aleasă într-un consiliu municipal din Turcia. Ea a fost, de asemenea, parlamentară de İzmir în 1946-1950.

## Viața privată și moartea
Latife Bekir s-a căsătorit cu directorul adjunct al Departamentului de Poștă și Telegraf, Bekir Vefa Bey (Çeyrekbașı) din Izmir și au avut trei fii. După ce Legea numelui de familie a fost adoptată în Marea Adunare Națională a Turciei în 1934, Mustafa Kemal Atatürk i-a dat numele de familie „Ișıkdoğdu”, spunând că „S-a născut ca o lumină deasupra femeilor turce”. Latife Hanim a preferat să folosească numele de familie al soțului ei „Çeyrekbașı” din cauza resentimentelor politice ale soțului ei și a articolului 4 din Legea numelui, care prevede că „numele de familie poate fi determinat de bărbații care sunt capul familiei”. Ea a murit la 51 de ani din cauza cancerului la 23 septembrie 1952.